# Budy Barcząckie
Budy Barcząckie – wieś sołecka w Polsce położona w województwie mazowieckim, w powiecie mińskim, w gminie Mińsk Mazowiecki. Leży we wschodniej części gminy.
Wraz z Barczącą leży przy drodze Mińsk Mazowiecki-Mrozy i linii kolejowej Warszawa-Terespol.
W latach 1975–1998 miejscowość administracyjnie należała do województwa siedleckiego.
Budy Barcząckie są siedzibą parafii Matki Bożej z Guadalupe należącej do dekanatu Mińsk Mazowiecki – Narodzenia NMP w diecezji warszawsko-praskiej. 